# 埃特里
埃特里（法語：Estry，法語發音：[ɛtʁi]）是法国卡尔瓦多斯省的一个旧市镇，属于维尔区。2016年，埃特里与临近的13个市镇合并为新市镇瓦尔达利耶尔。

## 地理
埃特里（48°53'50"N, 0°44'7"W）面积10.75 平方千米，位于法国诺曼底大区卡爾瓦多斯省，该省份为法国西北部沿海省份，北濒大西洋英吉利海峡，东北与滨海塞纳省以海上边界相接，东临厄尔省，南至奧恩省，西与芒什省接壤。
与埃特里接壤的市镇（或旧市镇、城区）包括：拉西、蒙尚、蒙绍韦、皮埃尔、普雷勒、勒泰伊博卡日。
埃特里的时区为UTC+01:00、UTC+02:00（夏令时）。

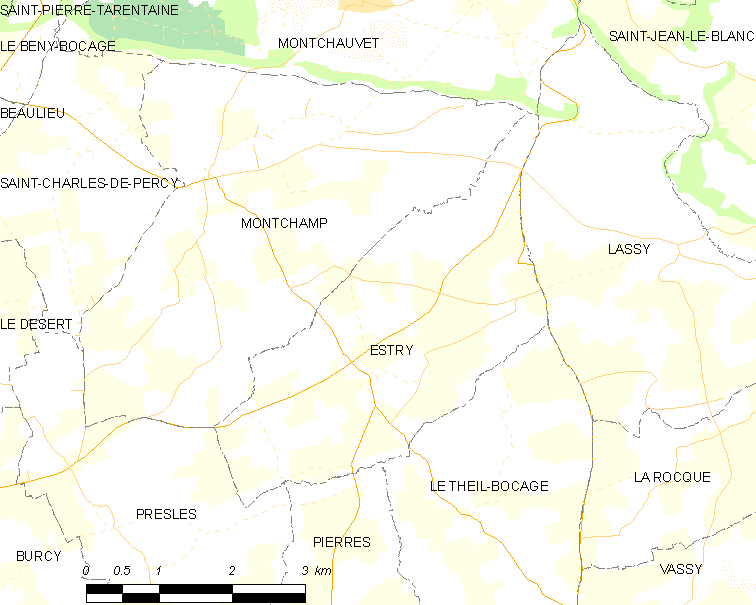
埃特里的OSM定位图

## 行政
埃特里的邮政编码为14410，INSEE市镇编码为14253。

## 政治
埃特里所属的省级选区为诺曼底地区孔代县。

## 人口

1962-2008年间埃特里人口变化图示

埃特里于2018年1月1日时的人口数量为351人。